# Quadro de distribuição

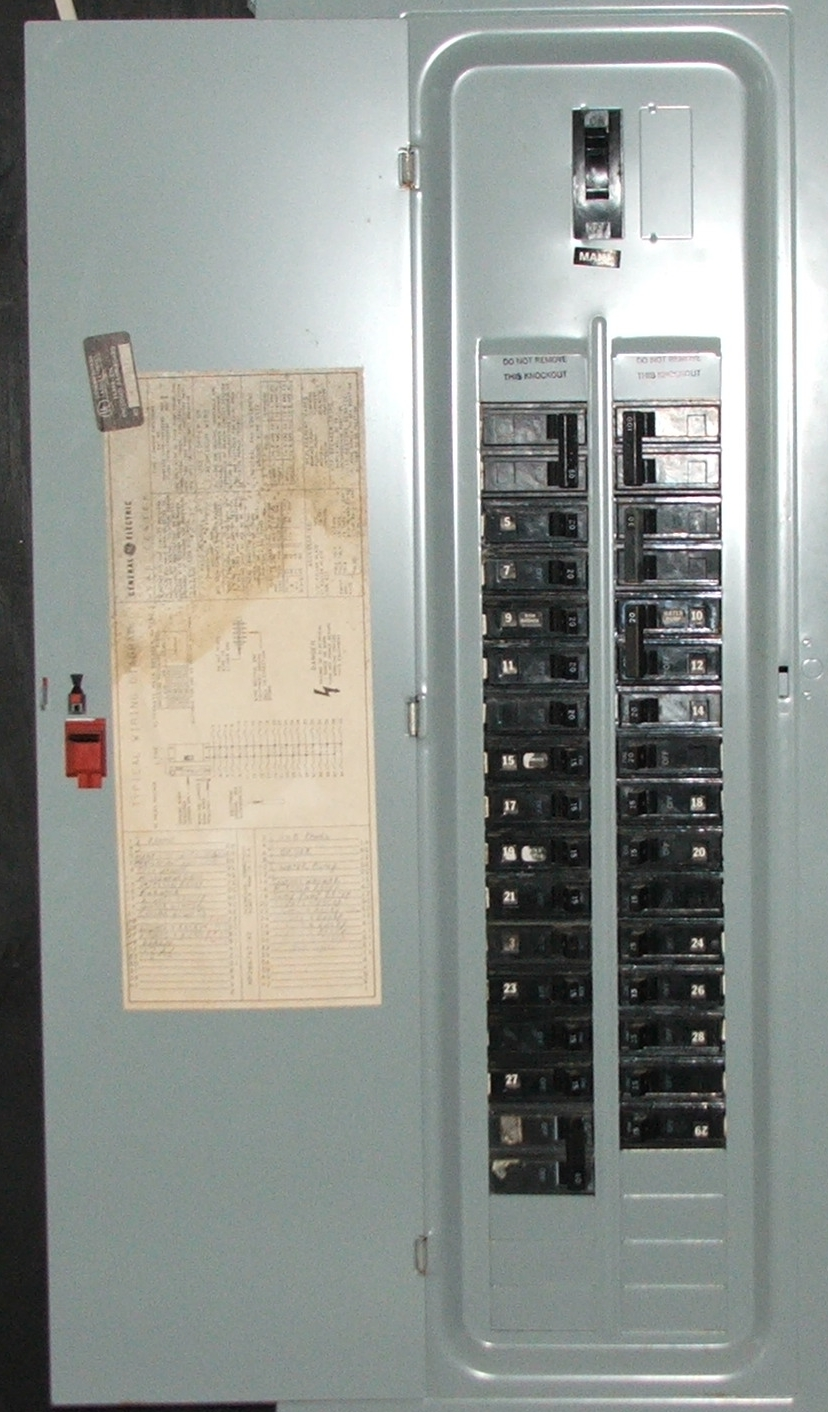

Um quadro de distribuição é um equipamento elétrico destinado a receber energia elétrica de uma ou mais fontes de alimentação e distribui-las a um ou mais circuitos. Destinado a abrigar um ou mais dispositivos de proteção e/ou manobra e a conexão de condutores elétricos interligados a eles, a fim de distribuir a energia elétrica aos diversos circuitos.
Em qualquer instalação elétrica, devemos saber como realizar os procedimentos correspondentes à execução de um projeto elaborado previamente, em conformidade com as especificações previstas na NBR 5410 (norma que regulamenta as instalações elétricas em baixa tensão) e NR-10 (segurança em instalações e serviços em eletricidade).
No caminho até os interruptores e tomadas, essa energia passa pelo quadro de medição que está associado a um equipamento o qual mede o consumo mensal (medidor) e daí então chega através de um ramal de entrada ao chamado quadro de distribuição de onde partirão os circuitos que irão alimentar pontos de luz (ou lâmpadas), interruptores para acionamento das lâmpadas (comandos), tomadas que fornecerão energia aos aparelhos eletroeletrônicos a elas plugados, além de cargas cuja potência é considerada elevada como chuveiros elétricos, máquinas de lavar, forno micro-ondas, etc.
Os disjuntores servem para proteger os circuitos que alimentam as cargas em todo o ambiente (seja residencial ou comercial). Existem dois barramentos contendo os condutores neutro e de proteção aonde o primeiro deve estar isolado eletricamente do quadro de distribuição e o segundo (de proteção) deve estar acoplado a ele, constituindo portanto a proteção dos circuitos contra choques no contato indevido com superfícies conduzindo energia, sendo que este encontra-se ligado ao aterramento geral da instalação.